# Fred Hole
Fred Hole (* 8. Mai 1935 in Cardiff, Wales; † 4. Februar 2011 in Gerrards Cross, Buckinghamshire) war ein britischer Artdirector.

## Leben
Fred Holes Karriere im Art Department begann mit dem Film Insel des Schreckens, bei dem er als Assistant Art Director arbeitete. Als Zeichner arbeitete er an den drei James-Bond-Filmen James Bond 007 – Man lebt nur zweimal, James Bond 007 – Diamantenfieber und James Bond 007 – Leben und sterben lassen, blieb aber im Abspann ungenannt.
Von 1978 bis 1979 betreute er als Artdirector die Fernsehserie Fünf Freunde.
Nachdem er bereits bei Das Imperium schlägt zurück als Assistenz-Artdirector tätig gewesen war, wurde er bei Die Rückkehr der Jedi-Ritter als Hauptverantwortlicher Artdirector eingesetzt. Für diese Arbeit erhielt er zusammen mit Michael D. Ford, Norman Reynolds und James L. Schoppe bei der Oscarverleihung 1984 eine Nominierung für das beste Szenenbild.
Sowohl der James-Bond- als auch der Star-Wars-Filmreihe blieb er treu. Daneben war er auch an Aliens – Die Rückkehr und Alien 3 beteiligt. 2007 erhielt er den Excellence in Production Design Award der Art Directors Guild zusammen mit verschiedenen Kollegen, die an James Bond 007: Casino Royale mitgewirkt haben.

## Filmografie (Auswahl)
- 1966: Insel des Schreckens (Island of Terror) (Assistant Art Director)
- 1967: James Bond 007 – Man lebt nur zweimal (You Only Live Twice) (Zeichner)
- 1968: Baby Love (Assistant Art Director)
- 1971: James Bond 007 – Diamantenfieber (Diamonds Are Forever) (Zeichner)
- 1973: James Bond 007 – Leben und sterben lassen (Live and Let Die) (Chefzeichner)
- 1978–1979: Fünf Freunde (The Famous Five) (Fernsehserie)
- 1980: Das Imperium schlägt zurück (The Empire Strikes Back) (Assistant Art Director)
- 1981: Jäger des verlorenen Schatzes (Raiders of the Lost Ark) (Assistant Art Director)
- 1983: James Bond 007 – Octopussy (Octopussy) (Assistant Art Director)
- 1983: Die Rückkehr der Jedi-Ritter (Return of the Jedi)
- 1985: Oz – Eine fantastische Welt (Return to Oz)
- 1985: Das Geheimnis des verborgenen Tempels (Young Sherlock Holmes)
- 1986: Aliens – Die Rückkehr (Aliens)
- 1987: James Bond 007 – Der Hauch des Todes (A View to Kill) (Additional Art Director)
- 1987: Das Reich der Sonne (Empire of the Sun)
- 1989: Indiana Jones und der letzte Kreuzzug (Indiana Jones and the Last Crusade) (Supervising Art Director)
- 1990: Land der schwarzen Sonne (Mountains of the Moon)
- 1990: The Rainbow Thief
- 1990: Avalon
- 1992: Alien 3 (Alien³)
- 1993: Überleben! (Alive)
- 1996: Mission: Impossible
- 1997: Kavanagh QC (Fernsehserie)
- 1999: Star Wars: Episode I – Die dunkle Bedrohung (Star Wars: Episode I –  The Phantom Menace)
- 1999: James Bond 007 – Die Welt ist nicht genug (The World Is Not Enough)
- 2002: Star Wars: Episode II – Angriff der Klonkrieger (Star Wars: Episode II – Attack of the Clones)
- 2002: Below
- 2002: James Bond 007 – Stirb an einem anderen Tag (Die Another Day)
- 2006: James Bond 007: Casino Royale